# 二枚目の名刺
特定非営利活動法人 二枚目の名刺（とくていひえいりかつどうほうじん にまいめのめいし）は、東京都渋谷区に事務所を置くNPO法人。
企業・行政との連携によるパラレルキャリア普及が主な目的。2011年設立。

## 概要
NPO等に対する助言・支援活動に関する事業等を通じ、社会人が広く『二枚目の名刺』を保有する意義の普及・啓蒙活動を行い、社会の発展に寄与することを目的とする。
所属する組織、立場を超え、社会の未来を創る時に持つ名刺を持つことを基本観念とする。社会貢献活動に留まらず、これまでなかった組織外での挑戦、新たな学びの形・自分らしい社会との関わりなど、生み出される様々な変革を展開し、社会へ積極的に発信。社会人が従来の人生モデルから、一歩踏み出す機会を多くの人に届けることを旨とする。
反社会的勢力による被害を防止するための基本原則を遵守。

## 活動分野
- 社会教育
- 経済活性化
- 職能開発・雇用拡充
- NPO支援

### 調査・研究
企業・大学・行政等と連携したラボコミュニティ「二枚目の名刺ラボ」、企業との協働調査を実施。新しいライフスタイルを実践・発信しながら、組織を超えた社会活動「越境学習」が、働く個人のキャリアにもたらす影響を研究していく。

## 沿革
- 2009年

9月 - 「二枚目の名刺」のコンセプト、事業草案作成。
12月 - SVP（Social Venture Partners）東京のネットワーキングミーティングにて、設立宣言。
- 2010年

4月 - 第1回サポートプロジェクト実施。
7月 - 第1回Common Room 開催。
- 2011年 - NPO法人格、取得。

- 2012年 - 初の企業共催イベントを開催。

- 2014年

8月 - 「 二枚目の名刺  夏フェス2014〜NPOと社会人が出会う場〜」開催。
10月 - 初の企業連携NPOサポートプロジェクトを開始。
- 2015年8月 - 「二枚目の名刺 夏フェス〜社会に変化を仕掛ける本気の社会人が集う場〜」開催。

- 2016年

1月 - ラボコミュニティ「二枚目の名刺ラボ」を立ち上げる。
5月 - オウンドメディア「2枚目の名刺Webマガジン」スタート。
- 2017年1月 - 新公益連盟に加盟。

## 活動メンバー
- 代表
  - 廣 優樹
- 理事
  - 大山みのり、南 章行
- 監事
  - 瀧口 徹
- サポートプロジェクト･デザイナー
  - 荒井 啓、安藤輝人、磯村幸太、加納 匡、北川雄久、小堀誠也、白石和彦、竹田憲一、濵村和生、藤木位雄、前田宏美、町田 圭、宮崎 将、山内 優、山田翔吾
- 事業推進
  - 富田 望
- 広報
  - 長田和義、濵村和生
- 事業管理
  - 山本彩海[3]

## 受賞
- 2016年11月 - 日本の人事部「HRアワード2016」人材開発・育成部門 最優秀賞受賞[4]。 
  - 次世代リーダー育成や、ミドル世代の キャリア形成のための新たなプログラムとして、 高い評価を受けた[5]。